# Onychomys arenicola
Onychomys arenicola là một loài động vật có vú trong họ Cricetidae, bộ Gặm nhấm. Loài này được Mearns mô tả năm 1896.
Loài này được tìm thấy ở tây nam New Mexico, Tây Texas và bắc trung tâm Mexico. Chúng tương tự như Onychomys torridus, nhưng khác về kiểu nhân nhiễm sắc thể và kích thước. Loài chuột này nhỏ hơn về mọi mặt ngoại trừ chiều dài mũi của hộp sọ.
Chúng được tìm thấy trong môi trường sống bán đậu, đồng cỏ và cây bụi. Chúng ăn phần lớn côn trùng và động vật không xương sống khác, bao gồm cả bọ cạp. Chúng cũng ăn các loài gặm nhấm muroidea và chuột Perognathinae nhỏ.